# ورشوو
ورشوو (به لاتین: Vrševo) یک منطقهٔ مسکونی در مونته‌نگرو است که در شهرداری پتنیکا واقع شده‌است. ورشوو ۲۲۶ نفر جمعیت دارد.